# 100 BPM (singel)
100 BPM – czwarty singel polskiego rapera Kizo i polskiej piosenkarki Bletki z ich pierwszego minialbumu, zatytułowanego Patopop (Vol. 1). Singel został wydany 12 czerwca 2024.
Kompozycja znalazła się na 27. miejscu listy OLiA, najczęściej odtwarzanych utworów w polskich rozgłośniach radiowych. Nagranie otrzymało w Polsce status poczwórnie platynowego singla, przekraczając liczbę 200 tysięcy sprzedanych kopii.

## Geneza utworu i historia wydania
Utwór napisali i skomponowali Patryk Woziński, Aleksandra Bletek i Bartłomiej Skoraczewski, który również odpowiada za produkcję utworu.
Singel ukazał się w formacie digital download 12 czerwca 2024 w Polsce za pośrednictwem wytwórni płytowej Spacerange w dystrybucji Universal Music Polska. Piosenka została umieszczona na pierwszym minialbumie duetu – Patopop (Vol. 1).

## „100 BPM” w stacjach radiowych
Nagranie było notowane na 27. miejscu w zestawieniu OLiA, najczęściej odtwarzanych utworów w polskich rozgłośniach radiowych.

## Teledysk
Do utworu powstał teledysk w reżyserii Michała Pańszczyka, który udostępniono 13 czerwca 2024 za pośrednictwem serwisu YouTube.

## Lista utworów
- Digital download[2]

1. „100 BPM” – 2:26

## Notowania
| Kraj   | Lista (2024)             | Najwyższa pozycja |
| ------ | ------------------------ | ----------------- |
| Polska | Billboard Poland Songs   | 1                 |
| Polska | OLiS – single w streamie | 1                 |

| Kraj   | Lista (2024)                   | Najwyższa pozycja |
| ------ | ------------------------------ | ----------------- |
| Polska | OLiS – oficjalna lista airplay | 27                |

| Kraj   | Lista (2024)             | Pozycja |
| ------ | ------------------------ | ------- |
| Polska | OLiS – single w streamie | 26      |

## Certyfikaty
| Kraj          | Certyfikat         | Sprzedaż |
| ------------- | ------------------ | -------- |
| Polska (ZPAV) | 4× platynowa płyta | 200 000+ |

## Wyróżnienia
| Rok  | Konkurs    | Kategoria                   | Rezultat   |
| ---- | ---------- | --------------------------- | ---------- |
| 2024 | Gorąca 100 | 100 największych hitów 2024 | 6. miejsce |